# 1945–1946-os spanyol labdarúgó-bajnokság (másodosztály)
A Segunda División 1945-46-os szezonja volt a bajnokság tizenötödik kiírása. A bajnokságban 14 csapat vett részt, a győztes a Sabadell lett.

## Végeredmény
| Jelmagyarázat: |
| Feljutott      |
| Rájátszás      |
| Osztályozó     |
| Kiesett        |

| #  | Klub                 | M  | Pont | Gy | D | V  | RG | KG | GK  |
| -- | -------------------- | -- | ---- | -- | - | -- | -- | -- | --- |
| 1  | CD Sabadell CF       | 26 | 35   | 14 | 7 | 5  | 50 | 29 | +21 |
| 2  | Deportivo La Coruña  | 26 | 33   | 14 | 5 | 7  | 38 | 28 | +10 |
| 3  | Club Gimn. Tarragona | 26 | 29   | 12 | 5 | 9  | 50 | 46 | +4  |
| 4  | Granada CF           | 26 | 29   | 12 | 5 | 9  | 49 | 35 | +14 |
| 5  | RCD Córdoba          | 26 | 29   | 13 | 3 | 10 | 36 | 34 | +2  |
| 6  | Real Sociedad        | 26 | 27   | 12 | 3 | 11 | 46 | 33 | +13 |
| 7  | Club Ferrol          | 26 | 25   | 10 | 5 | 11 | 39 | 52 | -13 |
| 8  | RCD Mallorca         | 26 | 25   | 8  | 9 | 9  | 37 | 39 | -2  |
| 9  | Real Santander       | 26 | 24   | 11 | 2 | 13 | 56 | 51 | +5  |
| 10 | Zaragoza FC          | 26 | 24   | 10 | 4 | 12 | 44 | 53 | -9  |
| 11 | Real Betis Balompié  | 26 | 24   | 10 | 4 | 12 | 41 | 40 | +1  |
| 12 | Jerez CF             | 26 | 22   | 9  | 4 | 13 | 43 | 59 | -16 |
| 13 | UD Salamanca         | 26 | 20   | 8  | 4 | 14 | 41 | 48 | -7  |
| 14 | SD Ceuta             | 26 | 18   | 8  | 2 | 16 | 35 | 58 | -23 |

## Rájátszás
| 1. csapat | Eredmény | 2. csapat |
| --------- | -------- | --------- |
| Espanyol  | 3–0      | Nàstic    |

## Osztályozó
| 1. csapat | Eredmény | 2. csapat |
| --------- | -------- | --------- |
| Xerez     | 0–2      | Barakaldo |